# Cynoscion xanthulus
Cynoscion xanthulus är en fiskart som beskrevs av Jordan och Gilbert 1882. Cynoscion xanthulus ingår i släktet Cynoscion och familjen havsgösfiskar. IUCN kategoriserar arten globalt som otillräckligt studerad. Inga underarter finns listade i Catalogue of Life.